# Blausasc
Blausasc (Italiaans (verouderd): Blausasco of Bleusasco) is een gemeente in het Franse departement Alpes-Maritimes (regio Provence-Alpes-Côte d'Azur). De plaats maakt deel uit van het arrondissement Nice. Blausasc telde op 1 januari 2022 1.664 inwoners.

## Geografie
De oppervlakte van Blausasc bedroeg op 1 januari 2022 10,21 vierkante kilometer; de bevolkingsdichtheid was toen 163 inwoners per km².
De onderstaande kaart toont de ligging van Blausasc met de belangrijkste infrastructuur en aangrenzende gemeenten.

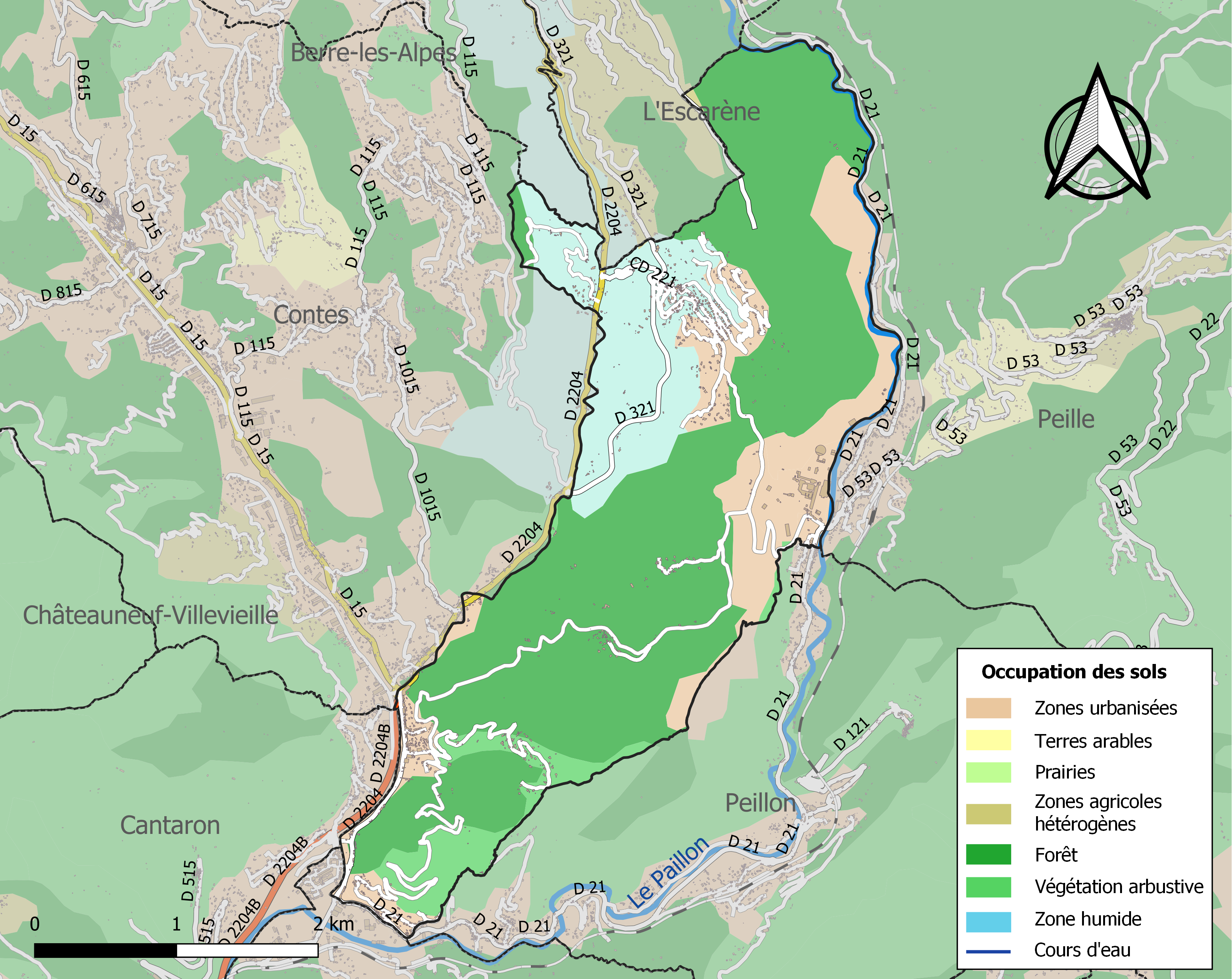

## Demografie
Onderstaande figuur toont het verloop van het inwonertal (bron: INSEE-tellingen).
Vanwege een beveiligingsprobleem met de MediaWiki Graph-software is het momenteel niet mogelijk deze grafiek weer te geven. Zodra de software is bijgewerkt zal de grafiek vanzelf weer zichtbaar worden.